# 임지안
임지안(1987년 9월 1일 ~ )은 대한민국의 가수이다.

## 음반
- 2015년 좋아좋아 (데뷔 앨범/디지털 싱글앨범)
- 2015년 다음다색 (컬렉션 앨범/디지털 앨범)
- 2019년 위도는내사랑 (부안지역송 프로젝트 보컬 참여곡)
- 2019년 맘에들었어 (2집 싱글앨범)
- 2022년 네온의 블루스 (3집 싱글)
- 2025년 빵빠레 (월간지안 프로젝트 1월)

## 수상
- 2016 한국을 빛낸 자랑스런 한국인대상 신인상
- 2016 뉴타TV어워즈 페스티벌 성인가요부문 어메이징대상

## 경력
- TV서울 홍보대사 (2016~2017)
- 한국예총전라남도연합회 홍보대사 (2019년 12월~)